# Brachidium

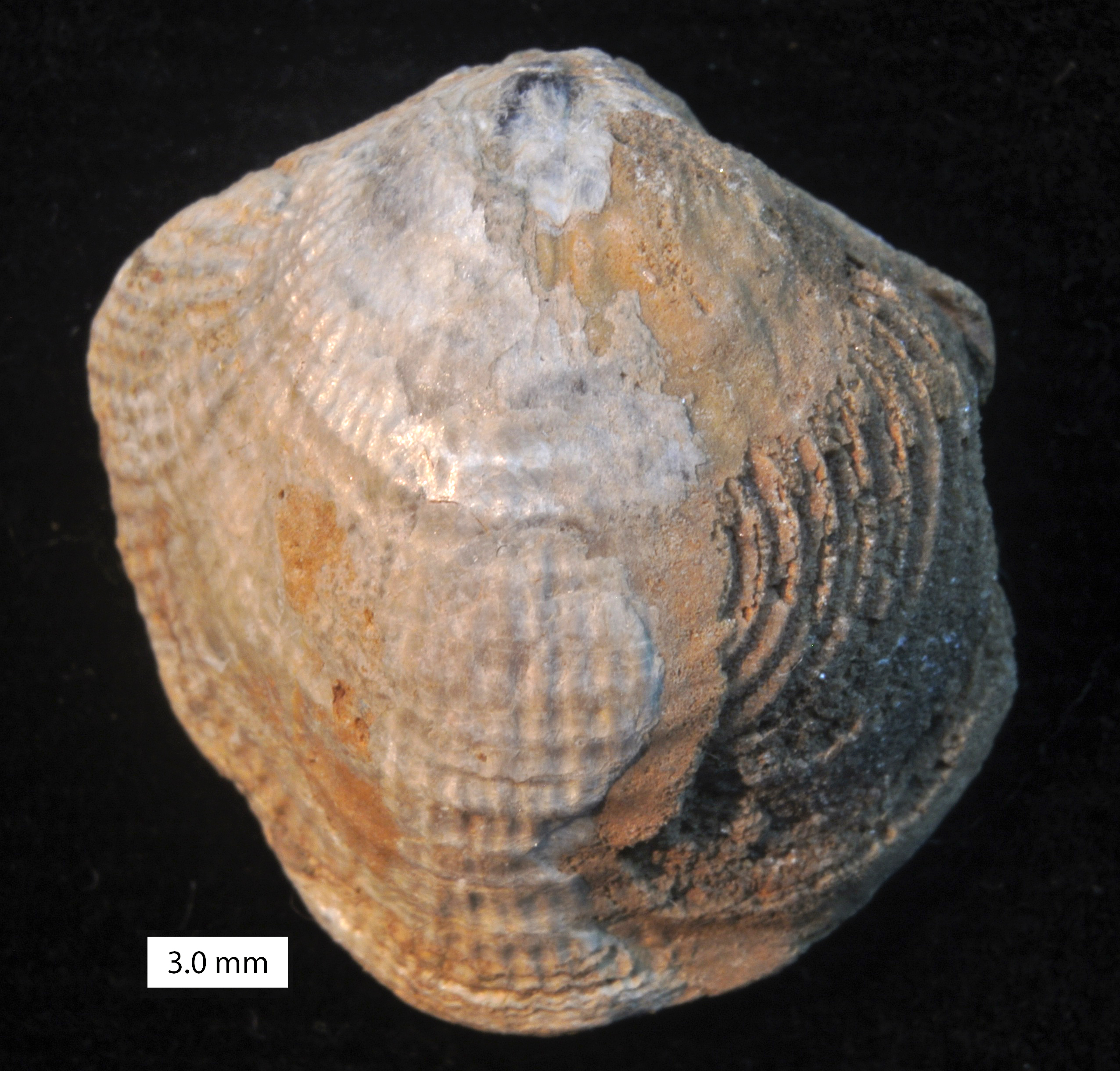
Atrypa sp. (dewon Hiszpanii): muszla widziana od strony skorupki grzbietowej (dorsalnej, ramieniowej). Po prawej stronie dzięki zerodowaniu części muszli widoczny jest szkielet lofoforu w postaci spiralium (skierowanego dorsalnie, co jest cechą rzędu atrypidów).

Brachidium (l.mn. brachidia) – szkielet dystalnej części ramion lofoforu, występujący u niektórych ramienionogów.
Brachidium to wewnętrzny szkielet ramion lofoforu, stanowiący wsparcie dla poruszającego nimi aparatu hydrostatycznego. W proksymalnej części opiera się na krurach, wapiennych wyrostkach, wychodzących z tylnej części skorupki grzbietowej.
Istnieją dwa typy brachidium: pętla i spiralium. U Terebratulida brachidium ma postać pętlowato wygiętej taśmy. Niektóre kopalne Rhynchonelliformea (Spiriferida, Spiriferinida, Atrypida i Athyridida) miały skomplikowane brachidia w postaci dwóch stożkowatych (wyjątkowo podwójnych) spiral, zwanych spiraliami (l. poj. spiralium) i różniących się w poszczególnych rzędach ułożeniem.